# スヘルデの戦い

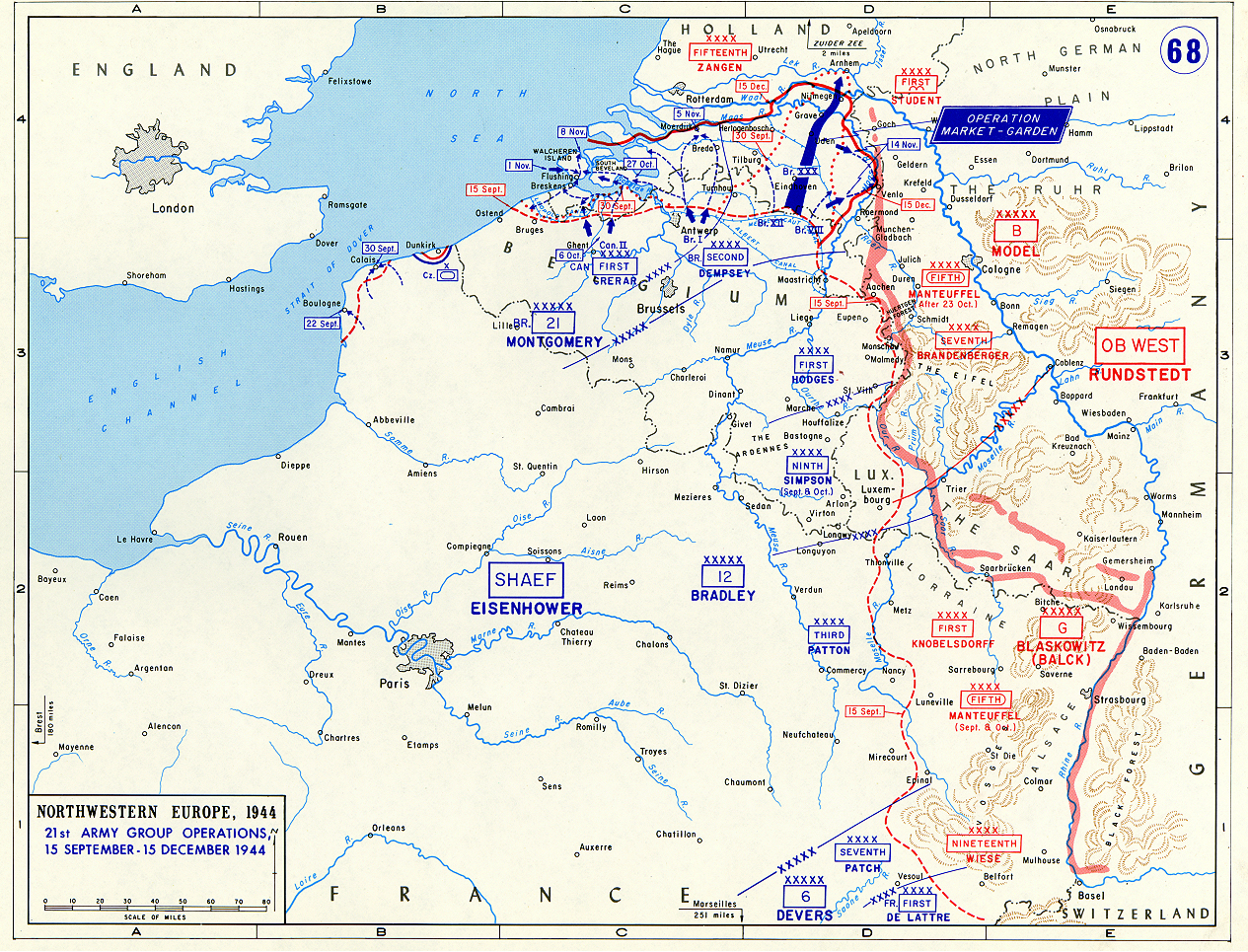
1944年9月15日から12月15日までの第21軍集団の行動

スヘルデの戦い（スヘルデのたたかい、英: Battle of the Scheldt）は、第二次世界大戦中の1944年10月2日から11月8日までの間に、ベルギー北部及びオランダ南西部で、連合国軍とドイツ第15軍との間で行われた戦闘。連合国軍はガイ・シモンズ（Guy Simonds）中将指揮下のカナダ第1軍（First Canadian Army）が基幹となった。

## 概要
1944年6月のノルマンディー上陸以降、9月までに連合国軍はフランス北東部の山岳地帯ではジークフリート線へ、低地部ではベルギーオランダ国境線まで進出していた。ロンメルにより補強されていた大西洋防壁はノルマンディー方面で突破されたあとも依然として健在であり、連合国軍はブリテン島からの補給経路をすべて、ノルマンディーやコタンタン半島の小さな穴から供給するかプロヴァンスあるいはイタリア方面から調達しなければならない状態であった。
ノルマンディーから東へジークフリート線まで数百マイルも伸びた兵站線の負担を緩和することは喫緊の課題であり、9月4日に奪還されたベルギー・アントワープの港湾としての稼動は、補給問題解決の重要な手段であった。
連合国軍は1944年6月6日のD-デイにフランスノルマンディーに上陸して以来、イギリス第2軍（Second Army）をネーデルラント（低地諸国）に前進させ、ブリュッセル及びアントワープを占領したが、なおアントワープ港の港湾施設は損なわれてはいなかった。しかし、アントワープはスヘルデ川を遡上した内陸にある港湾であり、その河口域（オランダ領）のドイツ軍は依然として健在であった。河口南部の主要な都市はブレスケンズ、北部は南北ヴェファラントおよびワルヘレンからなる半島であり、その先端はスヘルデ河口要塞が構築されていた。イギリス軍の前進はアントワープを占領したところで停止しており、その間ドイツ軍は海への出口となるスヘルデ川河口地帯を支配し続けていた。
アントワープ港の封鎖への対応は9月いっぱい何も行われなかった。これは、9月17日に発動されたドイツ軍占領地域へ一挙に進攻するという大胆な計画のマーケット・ガーデン作戦に連合国軍の逼迫していた物資の多くが振り向けられていたためであった。また一方、スヘルデのドイツ軍は防衛線を既に構築し迎撃の準備を整えていた。
10月初め、甚大な損害を出して失敗したマーケット・ガーデン作戦の後に、連合国軍はカナダ第1軍を先頭にアントワープ港を支配下に置く行動に着手した。スヘルデ川河口域とワルヘレン島はローマ期から海上交通の拠点であり、中世バイキングの頃には砦が築かれ、英蘭戦争やナポレオン戦争においても争衡地となった知られた要衝の地であり、堅固に構築されたドイツ軍の防御陣地は連合国軍の行動を遅延させるに効果的だった。さらに、河口地帯の湿性で複雑な地形は、スヘルデの戦いを特に厳しく犠牲の多い戦いにさせ、さらにこの戦闘によるカナダ軍の損害は徴兵制度の危機（Conscription Crisis）を悪化させることとなった。防御していたドイツ軍は陸地に地雷、水中には機雷を敷設し、さらに退却線に火砲と狙撃兵を配備していた。この困難な戦闘は5週間に及んだが、カナダ第1軍は他の国籍の部隊の支援を受け、多くの水陸両用作戦を行い、障害物を乗り越え、犠牲の大きい開平地での戦闘の後にスヘルデの戦いに勝利した。
連合国軍は最終的には11月8日に港湾地域の掃討を終了したが、12,873名の犠牲（死亡、負傷及び行方不明）を出し、その半数6,367名はカナダ軍将兵であった。ブレスケンスやフリッシンゲン・ミテルブルフなど伝統的な街並みはイギリス本土からの絨毯爆撃と海上からの艦砲射撃により灰燼と化したが、戦後その街並みは復興された。
この戦いによりドイツ軍は脅威とならなくなったが、アントワープ港までの掃海作業が必要だったために、最初の輸送船が連合国軍の物資供給のため港へ荷揚げできるまでにさらに3週間（1944年11月29日まで）を必要とした。

## スヘルデの解放
参考図：The Battle of the Scheldt September-November 1944 Part I Planning and Operations North of Antwerp の Map 8 参照
1944年9月12日に、ガイ・シモンズ中将の臨時指揮下のカナダ第1軍はスヘルデ地区掃討の任務を与えられた。この時、指揮下にはカナダ第2軍団（II Canadian Corps）及びイギリス第1軍団（British I Corps）だけでなく、ポーランド第1装甲師団、イギリス第49、第52歩兵師団が配属された。
スヘルデ川河口地区の開放計画は4つの主要な作戦行動がそれぞれ関連し、困難な地形の中で行われた。
- 第1段階の任務はアントワープ北方の地区の掃討とザイト・ベフェラント（Zuid-Beveland）地区への安全な交通の確保
- 第2段階はレオポルト運河の北、ブレスケンス・ポケット（Breskens Pocket）の掃討（「スイッチバック作戦」）
- 第3段階はゾイト・ベヴァラント地区の占領で、これは「ヴァイタリティ作戦」と名付けられた。
- 最終段階は防御をかためられてドイツ軍の強力な要塞と化していたワルヘレン島(Walcheren)の占領（「インファチュエイト（Infatuate）作戦」）であった。ワルヘレン島は大西洋の壁と呼ばれたドイツ軍の強固な防衛線の一部で、「ドイツ軍が強力な防御陣地を構築した」ものと考えられていた[5]。

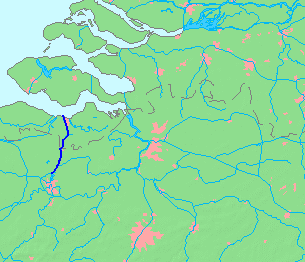
ヘント - テルネーゼン運河

9月21日、カナダ第4装甲師団は、「ブレスケンス・ポケット」と呼ばれたスヘルデ川南岸にあるオランダの町ブレスケンス（Breskens）周辺地区の掃討任務を与えられて、ヘント - テルヌーゼン運河（en:Ghent–Terneuzen Canal）の線のほぼ北の線に沿って移動した。ポーランド第1装甲師団はオランダ-ベルギー国境線に向かい、さらに東にアントウェルペン北方の重要な地区に進攻した。
カナダ第4装甲師団はムーブルッヘ（Moerbrugge）でヘント運河を渡河し橋頭堡を設けたが、レオポルド運河とレイエ川との二重線による強固な防御陣地に直面した最初の連合国軍部隊となった。ムーケルケ（Moerkerke）付近で攻撃を開始し、運河を渡り橋頭堡を築いたがドイツ軍の反撃に遭遇し多くの犠牲を出したため撤退した。
ポーランド第1装甲師団はヘント北東から東方への進攻は成功を収めた。この地域は装甲部隊には不向きで、また強固な抵抗に遭った、師団は9月20日に海岸に向け進攻し、テルネーゼンを占領しスヘルデ川南岸を東方へアントウェルペンまでを掃討した。
シモンズは、スヘルデ地区内のさらに遠方のゼーブルッヘ（Zeebrugge）からブラークマン入江（Braakman Inlet）まで、内陸へはレオポルト運河まで広がる、強力なドイツ第15軍に守られたブレスケンス・ポケットを攻略するのは多大な犠牲が必要とされると認識した。

### アントワープ北方の戦闘

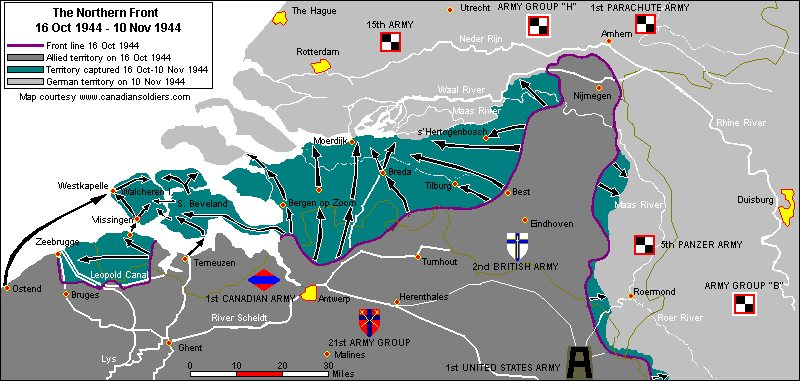
北部前線図

10月2日にカナダ第2歩兵師団はアントワープから北方へ前進を開始した。10月6日に第1段階の目標のウーンスドレヒトで激しい戦闘となった。クルト・チル中将指揮下のチル戦闘団(Battle Group Chill)で増強されたドイツ軍は、ゾイト・ベヴァラントとワルヘレン島への直接の交通を支配するこの地区の確保を最優先するかに見えた。
平開で浸水した土地でのカナダ軍の攻撃は多大な損害を被ることとなった。激しい雨、罠そして地雷は前進を非常に困難にした。後に「暗黒の金曜日（Black Friday）」として知られることとなる1944年10月13日、カナダ第5歩兵旅団所属のカナダ・ブラックウォッチ（ロイヤル・ハイランド）連隊（The Black Watch）は攻撃に失敗しホーゲルヘイデ(Hoogerheide)付近で事実上全滅した。後続したカルガリー・ハイランダーズ連隊の進攻は成功を収め、その輸送小隊はコルテフェン（Korteven）駅の占領に成功した。さらにホーゲルヘイデで続いて激しい戦闘が行われ、ウーンスドレヒトを確保し、ザイト・ベフェラントとワルヘレンとの陸路を遮断した。カナダ軍は第1の目標を達成したが、多大な損害を出してしまった。
この時、モントゴメリーは好機と判断し、スヘルデ川河口地域の開放を第21軍集団の最優先事項とする命令を発した。東側のイギリス第2軍は西に進攻しオランダ南部のマース川を掃討し、スヘルデ川河口地域をドイツ軍から反攻されないように確保した。
その間、シモンズはゾイト・ベヴァラント半島の頚部に兵力を集中させた。カナダ第4装甲師団はレオポルド運河から北へ移動しベルヘン・オプ・ゾームを占領した。10月24日には連合国軍の前線はさらに半島の頚部から先端へ前進し、これに対したドイツ軍の反撃はカナダ第2歩兵師団を分断できず、師団は西へそのままワルヘレン島に進攻した。

### スイッチバック作戦

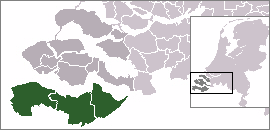
ゼーユヴス・フラーンデレン位置図　左からスライス、テルネーゼン、フルスト

スヘルデの戦いにおける第2の作戦はブレスケンス・ポケットを縮小させるための激しい戦闘で始まった。ここで、カナダ第3歩兵師団はレオポルト運河を渡河する戦闘で頑強なドイツ軍の抵抗に遭遇した。 
以前行われた9月21日からのムーブルッヘの戦闘（Battle of Moerbrugge）でカナダ第4装甲師団が敗退しており、ここでの戦闘は今回担当したカナダ第3歩兵師団が困難な局面におかれることを示していた。レオポルト運河とシップドンク運河（レイエ川）との間は強力なドイツ軍の防御に加えて、第3歩兵師団の進入路にあたる地域は浸水していた。
進攻に最適な個所は2本の運河の分岐点の東方すぐ近くの地点と決定されたが、そこのレオポルト運河を越えた狭く細長い乾いた土地は数百メートルの幅でしかなかった（マルデヘム - アールデンブルフ（Maldegem-Aardenburg）線を底辺とし頂点をムールスホーフト（Moershoofd）村のおよそ5キロメートル東とする長三角形を描く）。　
10月6日から二面攻撃が開始され、カナダ第3歩兵師団の第7歩兵旅団は最初の攻撃行動としてレオポルト運河を渡河し、一方の第9歩兵旅団はポケット部の沿岸側あるいは北側から水陸両用攻撃を開始した。攻撃は広範囲にわたる火砲とユニバーサル・キャリアに火炎放射器を搭載したカナダ製のワスプ（Wasp）火炎放射キャリアの支援を受けた。ワスプはレオポルト運河の対岸へ火炎放射弾幕を展開し、第7歩兵旅団の部隊が急こう配の運河の土手を登ったり、攻撃用舟艇の渡河を可能にした。二箇所に分かれて不安定な足がかりが築かれたが、ドイツ軍は火炎放射のショックから立ち直り反撃を開始した、しかし極めて脆弱な橋頭堡からのカナダ軍の行動を阻止できなかった。10月9日には橋頭堡の間の隙間が埋まり、10月12日の早朝にはアールデンブルフ線を越える地点まで到達した。

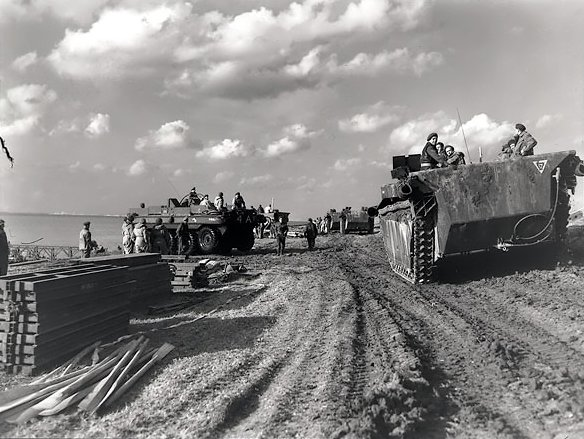
テラピン水陸両用車（遠くの左）の前を通過するLVTの列、1944年10月スヘルデ川

カナダ第9歩兵旅団は王立工兵第5戦闘連隊員の操縦するテラピン水陸両用車（これはヨーロッパ戦線での最初の使用例となった）とバッファロー（LVT）の助けを借りて水陸両用の作戦行動を遂行した。第9歩兵旅団の計画はブラークマン入江の入り口を水陸両用車で渡りホーフトプラート（Hoofdplaat）付近に上陸するというものであった。ここで、ポケットの背後を衝くか岸側を攻撃するかということがあったが、両方向から同時に圧力を加えることとなった。水陸両用車の巧みな運転によっても運河の渡河は困難だったが結果的に24時間遅れたものの橋頭堡が築かれ、ドイツ軍の予期しない攻撃となった。ここで、もう一度ドイツ軍はすばやく立て直し激しく反攻したが、少しずつ後退していった。カナダ第4装甲師団の第10旅団はレオポルト運河を渡りイサベラ干拓地（Isabella Polder）を攻撃した。第3歩兵師団の第8歩兵旅団はポケット部の海岸側から南下するよう命令された。これにより、ポケット部への陸上からの物資補給ルートが開かれた。
カナダ第3歩兵師団はさらに戦闘行動を続け、海岸のフレデリック・ヘンデリック要塞だけでなく、ブレスケンス、オーストブルフ、ザイト・ザンデ及びカトザント地区のドイツ軍部隊を掃討した。11月3日には、カナダ第1軍はベルギーのクノッケ及びゼーブルッヘを開放し、ブレスケンス・ポケットを解消しドイツ軍をスヘルデ川南岸から排除してスウィッチバック作戦は終了した。

### ヴァイタリティ作戦
10月24日にカナダ第2歩兵師団のザイト・ベフェラント（Zuid-Beveland）半島への進攻によりスヘルデの戦いにおける第3の主要作戦行動が開始された。カナダ軍は早急に決着がつくよう望んで、抵抗を回避しベフェラント運河（Canal through Zuid-Beveland）の対岸に橋頭堡を築くようにしたが、地雷、泥濘及びドイツ軍の強力な防御により計画よりもはるかに時間をかける事となった。
イギリス第52（ローランド）歩兵師団は水陸両用作戦で西スヘルデ川を渡河し、ベフェラント運河後方のドイツ軍防御陣地を攻撃した。これにより強固な防御陣地は側面から攻撃されることとなり、カナダ第6歩兵旅団は攻撃舟艇により正面からの攻撃を開始した。工兵は主要道路に橋を架け運河を渡れるようにした。
ドイツ軍の防衛線は運河の線を突破されて崩壊し、ザイト・ベフェラント半島のドイツ軍は掃討された。これによりスヘルデの戦いの第3段階は終了した。

### インファチュエイト作戦：ワルヘレン島の占領

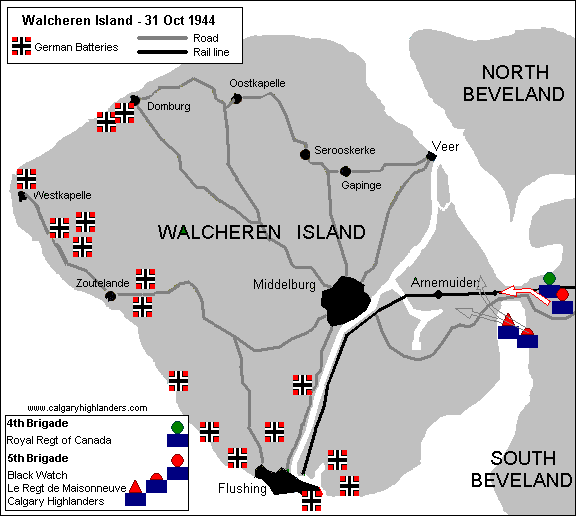
ワルヘレン島の部隊配置

スヘルデの戦いの第4段階が始まった時点で、西スヘルデ川河口のワルヘレン島のみがドイツ軍の手に残っているだけだった。島の防御は非常に強化されていて、西及び南側海岸には海岸重砲台が設置され島とスヘルデ川河口の両方を守っていて、海岸線は上陸戦に備えた強固な要塞となっていた。さらに陸地の方にはフリッシンゲンの街の周囲に防衛線が設けられ、またその港湾施設も連合国軍のワルヘレン島上陸に対して防御されていた。陸からワルヘレン島へはザイト・ベフェラントからの長くて、二車線にも満たない狭いスルダム（Sloedam）の堤防線が唯一の侵入口だった。さらに困難なことは、堤防に囲まれた平坦地は海水が浸水し、徒歩で移動するには深く、攻撃用の舟艇を使うには浅いという深さだった。
ドイツ軍の防衛線を突破するため、イギリス空軍爆撃航空団（RAF Bomber Command）の爆撃により堤防は破壊された。10月3日にウェストカペレ（Westkapelle）が爆撃され多くの民間人が犠牲となった。10月7日には東西のフリッシンヘンの2か所、10月11日にはフェーレ（Veere）が爆撃された。爆撃により堤防が破壊され、ワルヘレン島の中央部は浸水してドイツ軍の防衛部隊は島の外周部の高地あるいは市街地へと移動したが、連合国軍の水陸両用車両の使用を可能にするものであった。
ワルヘレン島は、東から堤防線を通じ、南からスヘルデ川を渡河し、西から海を渡っての3方向から攻撃を受けることとなった。
1944年10月31日カナダ第2歩兵師団は堤防線の攻撃を開始した。最初のカナダ・ブラックウォッチ（ロイヤル・ハイランド）連隊の攻撃ははねのけられ、さらにカルガリー・ハイランダーズ連隊も1個中隊を派遣したが堤防線を渡る途中で阻止された。11月1日朝から開始されたカルガリー・ハイランダーズ連隊の攻撃で不安定ながら足場を築くことができ、まる1日戦闘が行われ、メゾヌーヴ連隊（Le Régiment de Maisonneuve）が交代して橋頭堡確保のために戦った。11月2日には連隊は堤防線から撤退し、イギリス第52（ローランド）師団グラスゴー・ハイランダーズ連隊の大隊と交代した。さらに海上からの攻撃とともに、第52師団の攻撃が続いた。
11月1日に上陸作戦が二手に分かれて開始された。「インファチュエイト第1作戦」はイギリス第155歩兵旅団（キングス・オウン・スコッティッシュ・ボーダーズ連隊第4、第5大隊及びロイヤル・スコッツ連隊第7、第9大隊）の歩兵部隊を基幹として、第4コマンドーとブレスケンスから小型上陸用舟艇に座乗しスヘルデ川を渡河し、コードネーム「アンクル・ビーチ」と命名されたフリッシンヘン南東部地域の海岸へ上陸し攻撃した。ドイツ軍防衛部隊と数日間にわたり激しい市街戦を展開した。
「インファチュエイト第2作戦」も11月1日朝にヴェストカペレへの上陸作戦で開始された。イギリス海軍の戦艦ウォースパイト、モニター艦エレバス、ロバーツによる激しい艦砲射撃の後、イギリス第79機甲師団の特殊装甲車両（ホバーツ・ファニーズ：AVRE、DD戦車、地雷処理車、架橋車、ブルドーザーなど）の支援を受け、第4特殊任務旅団（イギリス海兵隊第41、第47及び第48コマンドーとベルギー及びノルウェーの部隊を基幹とする連合国国際第10コマンドーで編成された）の部隊は、護岸堤の両端の隙間から大型の上陸用舟艇や水陸両用車両を使い兵士や戦車を海岸に運び上陸した。そこで激しい戦闘が展開されたが、市街地は廃墟となる前に占領された。その後部隊の一部は、南東方向のフリッシンヘンへ向かい移動し、部隊の主力は北東へ移動しワルヘレン島の北半分を掃討して、カナダ軍部隊が島の東部に築いた橋頭堡と合流した。この地域を防衛していたドイツ軍部隊は依然として激しい抵抗を行い、戦闘は11月7日まで続いた。

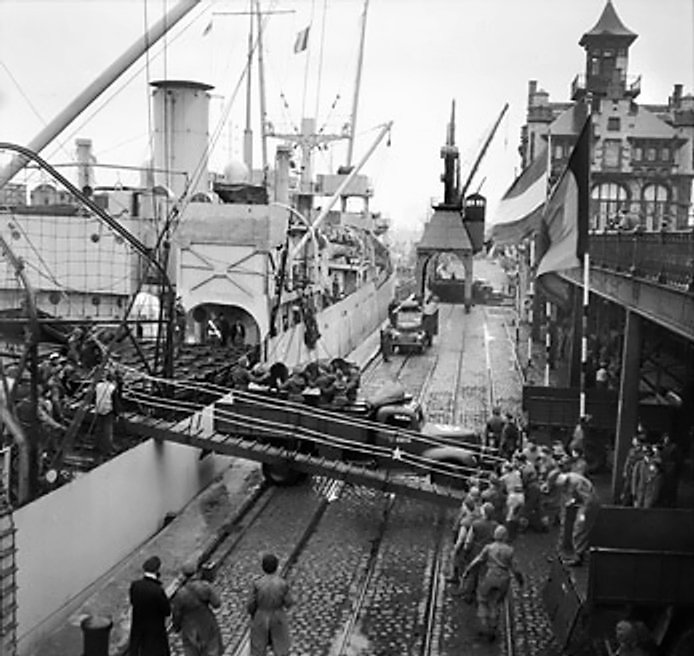
アントワープ港での貨物船フォート・カタラキ

11月6日にワルヘレン島の中心都市ミデルブルフを攻略した後、連合国軍は抵抗を続けているドイツ軍司令官が連合国軍の装甲部隊に対してのみ降伏すると考えた。けれども、ミデルブルフへは戦車で進入することが不可能だったため、部隊は水陸両用のLVT（バッファロー）でミデルブルフへ乗り込んだ。11月8日にはすべてのドイツ軍の抵抗が終った。
その間、カナダ第4装甲師団はいったん東方のベルヘン・オプ・ゾームを経由して東スヘルデ川北岸で、数隻のドイツ船舶が沈没していたゼイペ（Zijpe）港のあるシント・フィリプスラント（Sint Philipsland）を攻撃した。
アントワープへの進入経路の掃討は、スヘルデの戦いの4段階の終了をもって完了した。アントワープ港の多くの港湾施設の補修と、スヘルデ川河口の機雷掃海が行われた後、11月28日にカナダで建造された貨物船フォート・カタラキ（SS Fort Cataraqui）の先導する最初の貨物船団が入港した。

## アメリカ合衆国軍の参加部隊
1944年10月23日から11月5日まで、アメリカ合衆国陸軍第104歩兵師団はイギリス第1軍団に付属させられ、この間最初の戦闘を経験した。師団は北ブラバント州中央部に位置し（北緯51度33分08秒 東経4度39分10秒 / 北緯51.552313度 東経4.65271度）、ドイツ軍狙撃兵と砲撃に抗し続けることに成功した。

## 本戦役の重要性
5週間にわたる攻撃が終了して、カナダ第1軍はドイツ軍捕虜41,043名を得た。11月28日に最初の輸送船が到着して後、輸送船団が大陸への物資供給の確実な流れとなりはじめ、燃料をはじめとして補給物資の不足により停滞していた連合国軍のパリからラインへの進攻（Allied advance from Paris to the Rhine）に再び精気を与えることとなった。ドイツ軍は連合国軍が水深の深い港を確保することの重要性を認識していた。このため連合国軍のこの行動を排除しようとし、また後に物資供給の流れを破壊しようとし、アントワープに対し他のどの都市よりも多くV2ロケットの標的にして発射した。実際、戦時中に発射されたV2の約半数がアントワープに向けてのものであった。アントワープ港は戦略的に重要であり、バルジの戦いを通じてドイツ軍がその奪還を目指した主要都市と港湾であった。